# Bertoldo Klinger
Bertoldo Ritter Klinger (Rio Grande, 1 de janeiro de 1884  – Rio de Janeiro, 31 de janeiro de 1969) foi um general-de-divisão do Exército Brasileiro e comandante na Revolução Constitucionalista de 1932.

## Biografia
Bertoldo Ritter Klinger nasceu na cidade de Rio Grande, em 1 de janeiro de 1884, filho de Antônio Klinger, imigrante austríaco propietário duma cervejaria, e de Suzana Ritter Klinger, descendente de alemães.
O seu pai foi colono de Nova Petrópolis e atuava naquela localidade como professor, que na ocasião fazia parte de São Leopoldo. Em 1883, Antônio assumiu uma fábrica de cerveja naquele município. O seu pai, após a Proclamação da República, em novembro de 1889, obteve a nacionalidade brasileira e com a nova Constituição promulgada em 1891 foi nomeado capitão da Guarda Nacional, onde também chegou a patente de major e ao posto de conselheiro.
Bertoldo Klinger iniciou os seus estudos básicos em dois colégios alemães e um francês, que eram sediados na cidade de Rio Grande. Nessa cidade, residiu até 1899 quando ingressou na então Escola Preparatória e de Tática de Rio Pardo do Rio Grande do Sul. Em 1901, obteve a transferência para a Escola Militar da Praia Vermelha, sediada na cidade do Rio de Janeiro, então capital federal, e lá passou a condição de alferes-aluno até concluir seu curso, em 1903.
Em 1904, junto com outros companheiros militares, entre eles Euclides Figueiredo, participou da revolta contra a vacina obrigatória, no Rio de Janeiro, a então capital do país. Em função disso foi preso, só regressando ao Exército no ano seguinte, quando foi anistiado.
Em 1910, o governo brasileiro recebeu oferta do governo da Alemanha para um curso de formação para oficiais brasileiros, o qual consistia num estágio de intercâmbio de dois anos. Klinger foi um entre os selecionados, tendo sido lotado no 24º Regimento de Artilharia do Exército Alemão situado na cidade de Güstrow. Naquele período, o jovem oficial tomou contato com as inovações das tecnologias militares daquele país, uma das mais avançadas na época, além de assimilar a doutrina militar alemã. Em 1913, retornou ao Brasil, assumindo posto de instrutor no 1º Regimento de Artilharia do Rio de Janeiro.
Em 1913, ao lado de Brasílio Taborda, Euclides Figueiredo, Estevão Leitão de Carvalho e outros militares, ajudou a fundar a revista A Defesa Nacional, com o objetivo de difundir novas ideias entre os militares bem como defender aprimoramentos para o Exército Brasileiro. A forte influencia da doutrina militar alemã e o seu engajamento em difundi-la no Exército do Brasil, fez com que Klinger e outros responsáveis pela revista fossem apelidados jocosamente de "jovens turcos", em referência clara aos jovens militares da Turquia que, assim como aqueles militares brasileiros, buscaram revitalizar o Exército de seu país com o aprendizado adquirido no Exército Alemão. Naquela revista, era chefe da redação. Naquele periódico também algumas vezes realizava críticas as decisões politicas adotadas pelo governo sobre o Exército, como, por exemplo, quando o governo  realizava indicações meramente políticas no comando, além de criticar fortemente a implantação da missão francesa na reformulação do Exército brasileiro.
Com a Revolução de 1924, foi preso sob acusação de colaborar com os tenentes revoltosos. A sua atuação naquele episódio é de grande controvérsia entre os historiadores, uma vez que naquele conflito também esteve preso pelos líderes revoltosos sob acusação de traição ao movimento. Contudo, posteriormente, confirmou a sua oposição ao atuar na repressão àquele movimento tenentista, que mais tarde formaria a denominada a Coluna Prestes, uma força guerrilheira fundada por tenentes que percorreu o interior, pelos estados do Norte e Nordeste, visando uma revolução armada contra o governo federal e a República Velha.
Sobre a atuação do então major Klinger naquele conflito, assim descreveu as impressões que teve o capitão Juarez Távora:
| “ | (...) entre a ultima quinzena de junho e fins de julho de 1925 (...) a Divisão soffreu uma perseguição tenaz - balizada pelos recontros de Paraizo, Bahús, Rio-Verdinho, Zeca Lopes e Annapolis - que a forçou, algumas vezes, a defender-se com sacrificio para desviar os repetidos golpes, que lhe eram desfechados. Foi alma desses embates o major Bertholdo Klinger - um homem a quem multiplas circumstancias deveriam filiar á corrente de reivindicações heroicas, que então empolgava a nacionalidade - mas que uma irrisão inexplicavel do destino transformara em esteio preexcellente da tyrannia governamental. A elle já tivemos opportunidade de referir-nos, desde os primordios da campanha de Matto Grosso. Sua efficiencia de combatente governista culminou, porém, durante o primeiro mês da campanha de Goiás. Sitiado em Bahús; contido em Rio-Verdinho; cercado, outra vez, em Zeca Lopes; e, um mês mais tarde, batido, em Annapolis - compelliu as armas revolucionarias a recontros que, se lhe não foram favoraveis, também nao convieram, algumas vezes, á revolução. Depois disso, não encontraram os chefes revolucionarios, em sua longa peregrinação, pelo centro do paiz, opportunidade de medir-se com um antagonista disposto a combate-los, com pertinacia e com valentia. A sinceridade com que, do nosso ponto de vista, temos appreciado varios aspectos dessa ingrata luta fratricida, deixa-nos muito á vontade para fazer justiça ao merecido valor de um adversario. Esse preito rendemos, aqui, conscienciosamente, ao major Bertholdo Klinger. | ” |

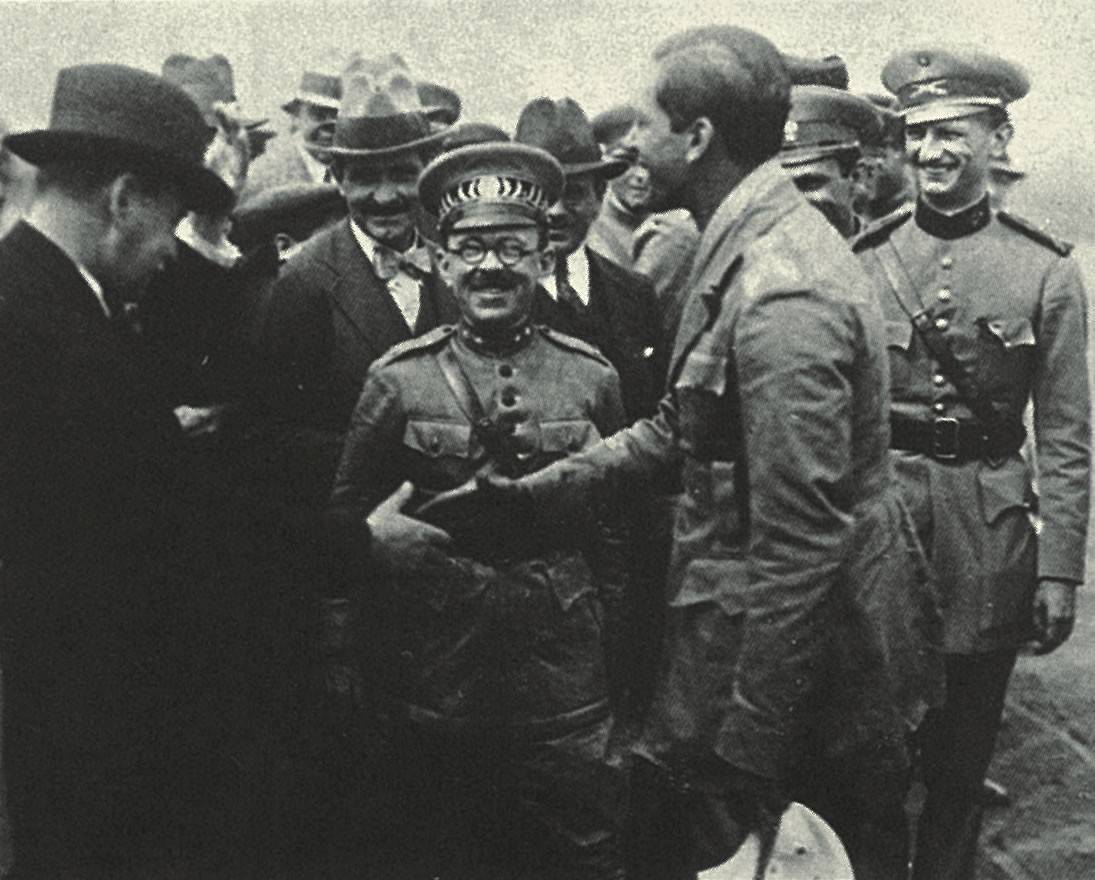
Em 10 de setembro de 1932, o General Klinger no Aeroporto Campo de Marte de São Paulo durante apresentação aérea.

Em 1930, foi contra o movimento que visava a deposição do Presidente da República Washington Luís, embora tivesse contatos com elementos da Aliança Liberal, que articulavam esse objetivo. Porém, com a Revolução de 1930, ocorrida em outubro daquele ano, acabou por integrar o grupo de militares e a atuar ativamente naquele Golpe de Estado. A junta militar provisória, que comandou o país entre outubro e novembro daquele ano, designou Klinger como chefe de polícia do Distrito Federal, e nessa função proibida todo tipo de reunião pública pelo país e reprimia qualquer manifestação política. Chegou a apoiar o governo provisório, assumido por Getúlio Vargas em novembro daquele ano, manifestando apoio e elogios públicos a Revolução e o seu desfecho.
No ano seguinte, foi promovido a general-de-brigada e designado a assumir a Região Militar sediada no então estado do Mato Grosso. Porém, gradativamente começou a se indispor com o grupo político de tenentes  apoiadores do governo provisório e líderes da Revolução de 1930, chegando a proibir que os seus subordinados se filiassem ao Clube 3 de Outubro, agremiação política de tenentes apoiadores de Vargas.
Em 1932, já distante do grupo político que apoiava o governo provisório, uniu-se aos grupos que conspiravam contra o Governo de Vargas, liderados pelos paulistas e gaúchos, os quais articulavam uma revolta armada para depor a ditadura imposta por Getúlio Vargas e seus apoiadores, mais tarde denominada Revolução Constitucionalista de 1932. Foi então escolhido para exercer o Comando Supremo do denominado Exército Constitucionalista. Essa revolta foi por ele precipitada prematuramente em 9 de julho de 1932, devido a uma carta propositalmente ofensiva que ele enviou ao recém-nomeado ministro da guerra, general Augusto Inácio do Espírito Santo Cardoso, em julho daquele ano. Como resultado, foi posto em 8 de julho para a reserva compulsoriamente pelo General Espírito Santo Cardoso, por meio de uma reforma administrativa, o que sinalizou ao governo provisório a intenção da deflagração do levante que até então vinha sendo apenas conspirado. O histórico ofício de Klinger, enviado em 1º de julho de 1932 ao então Ministro da Guerra, foi nos seguintes termos:
| “ | Officio n.372 – Q.G. em Campo Grande, 1-VII-32, - Ao exmo, sr. gen. de D. Augusto Ignacio Espirito Santo Cardoso, ministro da Guerra, o gen. de bda. Bertholdo Klinger, em da Circ. Mil. – Objecto: A nomeação do sr. ministro. – Sr, general. A nomeação de v. exa, neste momento nacional para gestor dos negócios do Estado no Departamento do Exército, desponta por vários motivos, cada qual mais relevante conforme lealmente passo a expor: 1º) Neste momento nacional, repito, em que a Nação, notadamente o seu Exército esperava actos governamentaes, claros, retos e firmes que, para melhor, traduzissem as escurezas, sinuosidades e frouxidões com que o governo tem enunciado e concretisado os seus propósitos – eis que surge essa nomeação. O antecessor de v. exa. foi afastado, afinal, ao clamor suscitado pelo papel a que, desconhecedor do pessoal do Exercito e ultra ambicioso se prestava, sanccionando todos os assaltos a disciplina interna e externa, ao sabor dos caprichos de um punhado de extremistas, cada vez mais desvairados ante a repulsa ambiente. V. exa. tem justamente por principal titulo para substituir semelhante ministro – sem escurecer os que poderia ter numa situação normal – o de vir a prestar-se, presumivelmente, melhor ainda, ao mesmo papel. Toda a gente está vendo que foi fiador disso o filho de v. exa. capitão Dulcidio, extremista rubro da 13ª hora; 2º) O Exército desejaria saber se o seu ministro resistiria a uma inspecção de saúde, dado a alquebramento fatal que os annos produzem. Que é, de suppor, já há nove annos passados o levou a passar espontanemente para a reserva. E somente “mens sana”... 3º) V. exa. que, assim, não póde infundir confiança do ponto de vista de sua necessária inteira posse da aptidão physica, também só inspira fundadas apprehensões sob o aspecto moral, pois, que foi um dos signatários, e até passa por inspirador, da famosa nota circular de uma commissão de syndicancia nomeada nos primeiros dias da revolução dominante, nota que convidava os officiaes á delação de seus camaradas; 4º) V. exa. está há longos anos afastado do serviço activo, como já lembrei, e nelle não attingiu ao generalato nem fez curso de estado maior, de modo que jamais teve a responsabilidade e necessidade de cogitações de caracter de conjunto sobre os problemas do Exercito, mormente em seu entre-laçamento com os demais problemas nacionaes. Assim, a sua nomeação nada mais é que a reedição, treze annos passados, daquella celebre invenção do ministro civil nas pastas militares, coisa para a qual até hoje o Exército não tem a sua organisação adaptada. Em particular v. exa. está alheio a toda a evolução associada a presença da missão militar franceza entre nós. Um civil, ou um militar que de militar apenas tem a lembrança e a pensão, embora esta já de bastante tempo majorada graças a uma estranha chamada á actividade, semelhante detentor da pasta será ministro apenas na apparencia: o prestigio da autoridade, a disciplina, soffrem no fundo damnos, ante a evidencia do que os seus logares-tenentes do gabinete é que vão dirigir os coronéis e os generaes chefes dos serviços e commandantes das grandes unidades; 5º) Esse mesmo prestigio da autoridade, inclusive a do governo, essa mesma disciplina, saem risível se não deploravelmente, claudicantes diante da revelação surpreehendente de que o governo não teve um general para ministro da Guerra, governo que, entretanto, discricionariamente, eliminou do serviço activo um rol de generaes e fez uma porção de generaes novos. Nem dentre os que escaparam á grossa faxina, nem dentro os fabricados pela revolução revolucionaria, um não se salva para dizer no Exército, a instituição mais combalida pela revolução dominante, a palavra da revolução nacional. Saude e fraternidade – Gen. Bertholdo Klinger | ” |

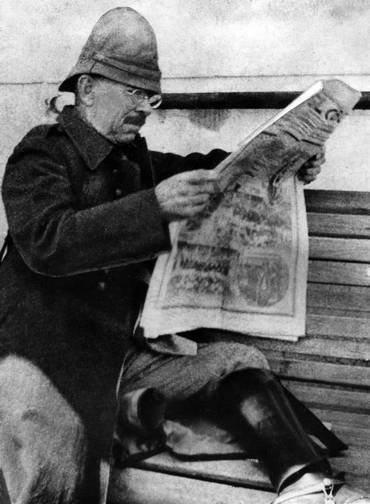
Klinger a bordo do navio "Pedro I" durante viagem para o exílio em Portugal, em novembro de 1932

Com o início do conflito, dirigiu-se a São Paulo para assumir a chefia do movimento revoltoso. Na manhã de 12 de julho de 1932 chegou a capital paulista, foi recebido com festas e empossado como Comandante Supremo do Exército Constitucionalista. Porém, o prometido envio de 5 mil efetivos militares do Estado do Mato Grosso e recursos bélicos não foi efetivado, por causa da exoneração do general do comando na Circunscrição do Mato Grosso no dia 8 de julho, o que inviabilizou a adesão total daquelas tropas, particularmente aquelas unidades situadas em Cuiabá, o que obrigou as tropas mato-grossenses que aderiram a se ocuparem na defesa do seu próprio Estado. Nas semanas seguintes, também não se efetivou o esperado apoio de gaúchos e mineiros, o que levou os paulistas desde o início do movimento a se manterem em posição defensiva, na esperança de uma possível reviravolta. Ao longo dos três meses de conflito, Klinger junto com outros comandantes, empregou estratégias militares típicas da doutrina alemã, a exemplo da defesa em profundidade, que em muito conseguiu atrasar o avanço das tropas federais sobre a capital paulista a despeito da superioridade em homens e em poder bélico dos governistas. Ao fim de setembro de 1932, com o fracasso do levante no Rio Grande do Sul pelos rebeldes liderados por Borges de Medeiros e quando evidente a impossibilidade de prosseguimento dos combates em São Paulo por falta de recursos militares, o general propôs o armistício ao governo federal visando negociações para o fim definitivo do conflito. Findo o conflito em 2 de outubro de 1932, foi preso e enviado para exílio em Portugal, em novembro daquele ano. Porém, em maio de 1934 recebeu anistia e retornou ao Brasil.
Após o exílio e retorno ao Brasil, Klinger dedicou-se intensamente à literatura, publicando várias obras de variados temas. Em 1947, após a redemocratização do país, foi reincorporado ao serviço ativo do Exército, após decisão que invalidou a sua reforma administrativa ocorrida 15 anos antes, e recebeu a patente de general-de-divisão contada desde 25 de dezembro de 1945. Naquele mesmo ano foi reformado.
No final de 1954, teve uma breve atuação como auxiliar do general Pantaleão da Silva Pessoa, na diretoria da Comissão Federal de Abastecimento e Preços (Cofap), que era ligada ao Ministério do Trabalho.
Apoiou o golpe militar que derrubou o presidente João Goulart e implantou o regime militar no país, ocorrido em março de 1964.
Em 1940 publicou Ortografia Simplificada Brasileira, livro que gerou controvérsia ao longo dos anos e também fez Klinger ser motivo de chacota em algumas ocasiões por parte da imprensa nacional por causa da inusitada proposta para revisão da ortografia então vigente no país. O general Klinger chegou a enviar cartas às autoridades do governo federal fazendo uso da ortografia que defendeu em seu livro. A obra desde então tem servido de referência para estudiosos da língua portuguesa.
Em agosto de 1965 foi admitido por decreto do então Presidente da República na Ordem do Mérito Militar com o grau de comendador.
Faleceu na cidade do Rio de Janeiro, em 31 de janeiro de 1969, sendo sepultado no cemitério Inhaúma. Foi casado com Leopoldina de Almeida Klinger com quem teve seis filhos.

## Homenagens

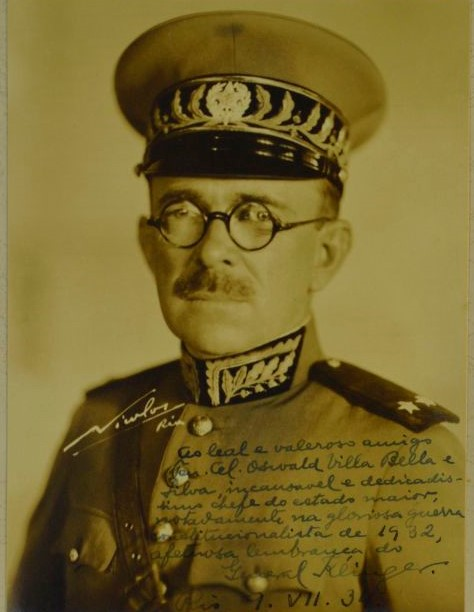
General Bertoldo Klinger.

Em São Paulo, há a praça General Bertoldo Klinger. Em sua cidade natal, Rio Grande, há uma rua também em sua homenagem. Em Campo Grande, cidade de onde comandou na década de 1930 a Circunscrição militar do Mato Grosso, também é lembrado com uma rua nomeada em sua homenagem. Em Tatuí, interior de São Paulo, uma rua no bairro jardim São Paulo, em homenagem aos lideres da Revolução Constitucionalista, leva seu nome. Em Nioaque, existe uma avenida nomeada em sua homenagem. Há também vários outros logradouros espalhados pelo país denominados em memória do general do Exército Brasileiro.
Há um dobrado composto por Heráclito Paraguassu Guerreiro cujo nome é "Nº 3 General Klinger" em homenagem ao general gaúcho.
O Instituto Histórico e Geográfico e Genealógico de Sorocaba, ligado a Academia de História Militar Terrestre do Brasil (AHIMTB), possui a denominação General Bertoldo Klinger.

## Publicações
- Klinger, Bertoldo (1926). Como cumpri meu dever. Rio de Janeiro: [s.n.]
- Klinger, Bertoldo;  et al. (1933). Nós e a Dictadura: a jornada revolucionária de 1932. Rio de Janeiro: scp
- Klinger, Bertoldo (1933). Manobras em Nioaque em 1931. Rio de Janeiro: [s.n.]
- Klinger, Bertoldo (1940). Ortografia simplificada brasileira: simplificada e uniformizada. 1ª ed. Rio de Janeiro: [s.n.]
- Klinger, Bertoldo (tradução e notas); Seidler, Carl (1941). Dez Anos no Brasil. Rio de Janeiro: [s.n.]
- Klinger, Bertoldo (1949–1953). Narrativas Autobiográficas. 6v. Rio de Janeiro: scp
- Klinger, Bertoldo (1956). Noites nuas. Rio de Janeiro: Livre expressão
- Klinger, Bertoldo (1958). Parada e desfile duma vida de voluntário do Brasil na primeira metade do século. Rio de Janeiro: [s.n.]
- Klinger, Bertoldo (1962). Sê e sê. Rio de Janeiro: [s.n.]
- Klinger, Bertoldo (1965). Uma família Ritter no Brasil desde 1846. Rio de Janeiro: [s.n.]